# Кривобара (Тимиш)
Кривобара (рум. Crivobara) насеље је у Румунији у округу Тимиш у општини Секаш. Oпштина се налази на надморској висини од 153 m.

## Прошлост
По "Румунској енциклопедији" место (са српским називом) се помиње 1440. године. Оно је 1477. године посед Николе и Јакова Банфија. По одласку Турака, 1717. године место се зове Бара а чини га 25 кућа. Православна црква брнара је подигнута 1780. године.
Аустријски царски ревизор Ерлер је 1774. године констатовао да то место припада Барашком округу, Липовског дистрикта. Становништво је било претежно влашко. Када је 1797. године пописан православни клир ту у "Кривој Бари" је само један свештеник. Парох, поп Исак Игнеско (рукоп. 1788) говорио је само румунски језик.

## Становништво
Према подацима из 2002. године у насељу је живело 81 становника, од којих су сви румунске националности.